# (469708) 2005 GE187
2005 GE187, também escrito como 2005 GE187, é um objeto transnetuniano que está localizado no Cinturão de Kuiper, uma região do Sistema Solar. Este corpo celeste é classificado como um plutino, pois, o mesmo está em uma ressonância orbital de 2:3 com o planeta Netuno. Ele possui uma magnitude absoluta de 7,1 e tem um diâmetro estimado com 167 km.

## Descoberta
2005 GE187 foi descoberto no dia 12 de abril de 2005 pelo astrônomo Marc W. Buie.

## Órbita
A órbita de 2005 GE187 tem uma excentricidade de 0,326 e possui um semieixo maior de 39,473 UA. O seu periélio leva o mesmo a uma distância de 26,613 UA em relação ao Sol e seu afélio a 52,332 UA.